# Список эпизодов мультсериала «Ким Пять-с-плюсом»
Краткое описание эпизодов мультсериала «Ким Пять-с-плюсом».

## Обзор серий
| Сезон | Серии | Серии | Даты показа      | Даты показа     |
| Сезон | Серии | Серии | Первая серия     | Последняя серия |
| ----- | ----- | ----- | ---------------- | --------------- |
| 1     | 21    | 21    | 7 июня 2002      | 16 мая 2003     |
| 2     | 30    | 30    | 18 июля 2003     | 5 августа 2004  |
| 3     | 14    | 14    | 25 сентября 2004 | 10 июня 2006    |
| 4     | 22    | 22    | 10 февраля 2007  | 7 сентября 2007 |

## Эпизоды

### Первый сезон (2002—2003)
| № | Название                                               | Дата премьеры    | Производственный код |
| --- | ------------------------------------------------------ | ---------------- | -------------------- |
| 1 | «Crush» «Страсть»                                      | 7 июня 2002      | 113                  |
| Пилотный эпизод. Ким должна остановить доктора Драккена, использующего украденную японскую технологию для создания гигантского робота-воина. Однако помимо злодеев, у Ким есть другая проблема: она должна пригласить на танцы Джоша Мэнки. |                                                        |                  |                      |
| 2 | «Sink or Swim» «Плыви, или утони»                      | 7 июня 2002      | 111                  |
| По пути на соревнование черлидеров, группа поддержки команды Миддлтона останавливается в лагере «Не хныкать», который является детским кошмаром Рона. Там они встречают рыбоподобного мутанта Гилла, мечтающего отомстить Рону. |                                                        |                  |                      |
| 3 | «The New Ron» «Новый Рон»                              | 7 июня 2002      | 105                  |
| Из-за новой причёски, Рон начинает сильно нравиться девушкам. В то же время в Европе происходит массовое отключение света, виной которому является небольшой, но сильно освещённый остров, на котором живёт миллиардер-затворник Сеньор Старший Старший со своим сыном. Рон случайно вдохновляет его на криминал, и теперь у Ким появляется новый враг.                                               |                                                        |                  |                      |
| 4 | «Tick-Tick-Tick» «Сегодня контрольная работа»          | 14 июня 2002     | 101                  |
| Ким должна суметь высидеть в исправительном классе под наблюдением мистера Баркина, а заодно спасти мир от доктора Драккена, заполучившего механического наножука. |                                                        |                  |                      |
| 5 | «Downhill» «Опасный спуск»                             | 21 июня 2002     | 116                  |
| Ким и Рон едут со школой кататься на лыжах, но благодаря Бонни в качестве воспитателей с ними едут родители Ким. Помимо этого выясняется, что в горах водится некий Снежный зверь, которого мистер Баркин и Рон намерены поймать. |                                                        |                  |                      |
| 6 | «Bueno Nacho» «Осторожно, взрывоопасно!»               | 28 июня 2002     | 102                  |
| Желая заработать на новый жакет, Ким устраивается работать в Буэно Начо, взяв при этом туда «за компанию» и Рона, который оказывается великолепным работником. Тем временем Драккен, планируя уничтожить штат Висконсин, захватывает Ким. Теперь перед Роном стоит сложный выбор: карьера или подруга.                                                                                                |                                                        |                  |                      |
| 7 | «Number One» «Кто лучший?»                             | 12 июля 2002     | 112                  |
| Для того, чтобы остановить безумного игрока в гольф, Ким приходится работать с легко возбудимым агентом «Службы Справедливости». Но помимо этого у неё есть и другая проблема: Бонни Роквеллер пытается свергнуть её с поста капитана группы поддержки команды «Бешеных Псов» Миддлтона. |                                                        |                  |                      |
| 8 | «Mind Games» «Игры разума»                             | 19 июля 2002     | 106                  |
| Когда Ким и Рон собирались разрушить очередной план Драккена, они случайно поменялись телами. Теперь им предстоит не только остановить Драккена, но и узнать, каково это жить чужой жизнью. |                                                        |                  |                      |
| 9 | «Attack of the Killer Bebes» «Атака смертоносных Биби» | 2 августа 2002   | 104                  |
| Рон решил присоединиться к группе поддержки, что вывело Ким из себя. Тем временем гениальнейшие учёные страны начинают исчезать, и похоже, что следующей жертвой будет папа Ким! |                                                        |                  |                      |
| 10 | «Royal Pain» «Королевский переполох»                   | 16 августа 2002  | 107                  |
| Для безопасности Уолли, принца одной из европейских стран, Ким позволяет ему перебраться в Миддлтон, однако пафосный принц не желает всё время находится в тени и на школьных выборах президента класса выдвигает свою кандидатуру против Ким. Между тем жизнь принца находится в смертельной опасности, ведь противники монархии уже нашли его.                                                      |                                                        |                  |                      |
| 11 | «Coach Possible» «Тренер Пять-с-Плюсом»                | 23 августа 2002  | 117                  |
| Доктор Джеймс Пять-с-Плюсом ломает ногу и поэтому Ким становится за него тренером футбольной команды, заставляя всех тренироваться на пределе. Помимо этого, Ким предстоит помешать Сеньорам Старшим осуществить коварный план, в котором задействованы животные-аниматроны из пиццерии, а также особый сверхъяркий неоновый газ.                                                                     |                                                        |                  |                      |
| 12 | «Pain King vs. Cleopatra» «Био-Глаз против Клеопатры»  | 6 сентября 2002  | 118                  |
| Ким и Рон получают билеты на схватку борцов Био-Глаз и Стальной ноготь. Однако у Ким появляется новая подруга и это начинает серьёзно волновать Рона, ведь Ким теперь не захочет пойти с ним на матч. Между тем на схватке появляется новый претендент, который намерен победить, ведь он обладает силой самого Анубиса.                                                                              |                                                        |                  |                      |
| 13 | «Monkey Fist Strikes» «Драк Макак наносит первый удар» | 13 сентября 2002 | 103                  |
| Ким и Рон помогают известному археологу лорду Драк Макаку забрать статую обезьян для музея. Однако на самом деле это тайный план лорда, который планирует получить магическую «силу обезьян». Тем временем Ким должна провести вечер со своим кузеном Ларри, поэтому Рону возможно придётся бороться с злодеем в одиночку.                                                                            |                                                        |                  |                      |
| 14 | «October 31st» «31 октября»                            | 11 октября 2002  | 121                  |
| Ким срывает сделку между Киллиганом и Драккеном с Шиго. Во время битвы на её запастье оказывается странный браслет, которой начинает разрастаться по руке всякий раз, когда Ким сильно нервничает. Положение осложняется тем, что Ким, в тайне от родителей и Рона, собирается пойди с Джошем Мэнки на вечеринку по поводу хеллоуина.                                                                 |                                                        |                  |                      |
| 15 | «All the News» «Горячие новости»                       | 1 ноября 2002    | 110                  |
| Рон размещает в школьной газете липовую статью о том, что Ким встречается с защитником футбольной команды. Однако положение ещё больше осложняется, когда Рон разоблачает известную телеведущую-экстремалку, и та решает отомстить. |                                                        |                  |                      |
| 16 | «Kimitation Nation» «Кимоподражание»                   | 15 ноября 2002   | 119                  |
| Когда Ким выполняет очередную миссию, её неожиданно замечает модная дизайнерша, которая скопировав её костюм, создаёт новое направление в одежде. Одеваться как Ким становится модно, но самой Ким это не нравится. Тем временем Драккен всерьёз занят планом создания армии клонов Ким Пять-с-Плюсом.                                                                                                |                                                        |                  |                      |
| 17 | «The Twin Factor» «Фактор близнецов»                   | 27 декабря 2002  | 108                  |
| Драккен заполучает технологию по созданию чипа для управления сознанием и намерен наладить их выпуск для того, чтобы покорить весь мир. Из-за отъезда родителей, Ким вынуждена взять на задание своих несносных братьев-близнецов. |                                                        |                  |                      |
| 18 | «Animal Attraction» «Звериное чувство»                 | 10 января 2003   | 109                  |
| Сеньор Старший Старший неожиданно для себя узнаёт, что его исключили из клуба миллионеров из-за казалось бы пустяка. Он решает отомстить. А тем временем в школе Миддлтона все ученики, в том числе и Ким, всерьёз увлечены анимологией, которая основываясь на характерах позволяет определить совместимость двух людей. Кто совместим с Ким?                                                        |                                                        |                  |                      |
| 19 | «Monkey Ninjas in Space» «Драк Макак в космосе»        | 7 марта 2003     | 114                  |
| Основываясь на предсказании Монаха Обезьян, Драк Макак похищает самую умную обезьяну в мире, а затем использует космоцентр Миддлтона для отправки в космос. Однако в космоцентре уже находилась Ким и Рон, которых туда привёз отец Ким. Ким предстоит узнать, что космос это не так скучно, а Рону придётся преодолеть свой страх перед обезьянами.                                                  |                                                        |                  |                      |
| 20 | «Ron the Man» «Большой Рон»                            | 25 апреля 2003   | 120                  |
| Рон неожиданно для себя перед всем классом узнаёт, что его сертификат о прохождении Бар мицва не подписан. Пытаясь доказать, что он мужчина, Рон начинает носить специальное кольцо — молекулярный мускулоусилитель. Тем временем Драккен снабжает своих помощников подобными кольцами для того, чтобы обокрасть Дементора, который перед этим сумел обойти Драккена в похищении вихревого индуктора. |                                                        |                  |                      |
| 21 | «Low Budget» «Доллар — тоже деньги»                    | 16 мая 2003      | 115                  |
| Во время схватки с аллигатором, Ким умудрилась порвать джинсы, которые она приобрела в Банана-клубе. В поиске новых джинсов, Ким и Рон сталкиваются с злодеем, который угрожает с помощью штрихкода с товаров уничтожить интернет во всём мире. |                                                        |                  |                      |

### Второй сезон (2003—2004)
| № | Название                                                                                                | Дата премьеры    | Производственный код |
| --- | --- | ---------------- | -------------------- |
| 22 | «Naked Genius» «Просто гений»                                                                           | 18 июля 2003     | 206                  |
| После очередной миссии по срыву планов Драккенна, Рон вдруг начинает проявлять признаки гения. Узнав об этом, его похищает Драккен, которому Рон нужен для создания оружия «судного дня». Ким и Руфус отправляются спасать друга. | |                  |                      |
| 23 | «Grudge Match» «Завистливый соперник»                                                                   | 25 июля 2003     | 203                  |
| Рон ходит в кинотеатр в попытке завоевать внимание симпатичной девушки-билетёра. Тем временем Ким, пытаясь раскрыть заговор в Космоцентре, узнаёт неожиданные факты и о якобы пострадавшем, и о якобы злодеях. | |                  |                      |
| 24 | «Two To Tutor» «Два учителя»                                                                            | 1 августа 2003   | 205                  |
| Ким и Рон попадают на факультатив по домоводству. Ким в панике — ей ничего не удаётся, тогда как Рон полностью раскрывает свой талант кулинара. Тем временем у Сеньора Старшего Младшего появляется учитель — Шиго. Она научит его азам злодейского искусства и кто знает, на что способна эта парочка? | |                  |                      |
| 25 | «The Ron Factor» «Фактор Рона»                                                                          | 8 августа 2003   | 201                  |
| Организация «Глобальное правосудие» проводит исследования Рона в поисках некого рон-фактора. Однако у врагов организации свои планы насчёт Рона. | |                  |                      |
| 26 | «Car Trouble» «Дорожные неприятности»                                                                   | 15 августа 2003  | 213                  |
| Ким проваливает экзамен на водительские права, а вскоре к ней приезжает машина-автомат, владельца которой похитил Драккен. Эта же машина обманным путём помогает сдать повторный экзамен на «отлично» и теперь у Ким есть целых 2 проблемы: победить злых роботов Драккена и спасти учёного, а также сдать на права «по-честному». | |                  |                      |
| 27 | «Rufus In Show / Adventures In Rufus-Sitting» «Руфус — звезда / Приключения Руфуса»                     | 22 августа 2003  | 207a / 207b          |
| Часть 1-я: На выставке собак Руфусу приходится выдавать себя за пса, для того, чтобы Ким смогла обследовать дом предполагаемого похитителя драгоценностей. Часть 2-я: Рон с родителями едет во Францию, а Руфус остаётся на попечении Ким. Однако за ним уже ведут охоту Шиго, Драк Макак и Киллиган. | |                  |                      |
| 28 | «Job Unfair» «Профориентация»                                                                           | 29 августа 2003  | 211                  |
| Драккен и Шиго крадут машину погоды, чтобы захватить Канаду. Ким попадает под тренинг весьма странного уборщика, а наставником Рона становится тайный секретный агент. | |                  |                      |
| 29 | «The Golden Years» «Золотые годы»                                                                       | 5 сентября 2003  | 210                  |
| Ким приезжает во Флориду чтобы навестить свою бабушку. Во Флориде оказывается и Драккен, который намерен подчинить себе разум подростков через их MP3-плееры, но вместо этого подчиняет себе стариков. | |                  |                      |
| 30 | «Vir-tu-Ron» «Виртуальный Рон»                                                                          | 12 сентября 2003 | 204                  |
| Мир ММОРПГ «Эверлот» находится под властью таинственного игрока, известного как Гневомастер. Пятаясь произвести впечатление на Зиту, которая является поклонницей этой игры, Рон также начинает играть в неё, но при этом пользуется подсказками Вэйда. Однако Гневомастер не так прост и вскоре Рон и Зита оказываются пленниками игры. Ким отправляется в игру, однако победить злого игрока может лишь Тоннельлорд. | |                  |                      |
| 31 | «The Fearless Ferret» «Храбрый Хорёк»                                                                   | 3 октября 2003   | 209                  |
| В период практики в больнице, Рон оказывается втянут в жизнь старого отшельника, который некогда был известен как Храбрый Хорёк. Рон решает перенять от него эстафету и становится супергероем. Однако у Храброго Хорька тоже есть главный враг, и вскоре Рону предстоит с ним встретиться. | |                  |                      |
| 32 | «Exchange» «Культурный обмен»                                                                           | 7 ноября 2003    | 225                  |
| В школу Миддлтона по обмену прибывает новый ученик — Хиратаку, а Рон отправляется в Японию. Ким и Моник начинают борьбу за внимание нового ученика, тогда как Рону придётся сразится с Драк Макаком и защитить секретную школу ниндзя. | |                  |                      |
| 33 | «Rufus vs. Commodore Puddles / Day Of The Snowmen» «Руфус против коммодора пуделя / День снежных людей» | 14 ноября 2003   | 217a / 217b          |
| Часть 1-я: Драккен и Шиго собираются напасть на Зону 51 с помощью гигантского пуделя. Рон не желает упустить такую возможность для съёмки собственного фильма ужасов. Часть 2-я: Слепленные из токсичного снега снеговики неожиданно оживают и нападают на Миддлтон. | |                  |                      |
| 34 | «A Sitch in Time-1. Start» «Борьба во времени-1. Начало»                                                | 28 ноября 2003   | 218                  |
| Рон с родителями неожиданно уезжает в Норвегию, поэтому с Ким он теперь почти не видится. Тем временем Драккен, Шиго, Киллиган и Драк Макак объединяются, чтобы похитить идола времени и с его помощью окончательно устранить Ким Пять-с-Плюсом со своего пути. | |                  |                      |
| 35 | «A Sitch in Time-2. Past» «Борьба во времени-2. Прошлое»                                                | 28 ноября 2003   | 219                  |
| Ким отправляется в прошлое, чтобы помешать злодеям. Однако они уже на шаг впереди и сперва досаждают Ким в детском саду, а затем предпринимают попытку сорвать её самую первую миссию. | |                  |                      |
| 36 | «A Sitch in Time-3. Future» «Борьба во времени-3. Будущее»                                              | 28 ноября 2003   | 220                  |
| Шиго всё же захватила власть над миром. Теперь Ким и Рону придётся отправится в будущее, чтобы сразиться со злом там, а помогать им будут их прежние, но повзрослевшие друзья. | |                  |                      |
| 37 | «A Very Possible Christmas» «Рождество на Пять-с-Плюсом»                                                | 5 декабря 2003   | 215                  |
| Чтобы Ким была со своей семьёй хотя бы на Рождество, Рон отправляется спасать мир от Драккена в одиночку. Однако в процессе борьбы Драккена и Рона происходит катастрофа, и они оба попадают на Северный полюс. В поисках Рона, Ким объезжает почти весь земной шар, при этом с ней путешествует и вся её семья, а Драккен, узнавший о своей общей с Роном любви к недавно отменённому сериалу, останавливает срочно вернувшуюся к нему с курорта Шиго, и все они устраивают общее празднование Рождества вместе с семьёй Ким. | |                  |                      |
| 38 | «Queen Bebe» «Королева Биби»                                                                            | 19 декабря 2003  | 212                  |
| На Ким сваливается куча гора дел и она попросту не успевает со всем справляться. Вдобавок ко всему вернулись роботы Фиби, которые похищают Бонни, чтобы сделать её королевой своего «улья». | |                  |                      |
| 39 | «Hidden Talent» «Зарытый талант»                                                                        | 2 января 2004    | 221                  |
| Рон записывает Ким на школьный конкурс талантов, так как туда уже записалась Бонни. Однако их планы срывает странное поведение Вэйда — он требует ограбить Дементора. | |                  |                      |
| 40 | «Return to Wannaweep» «Возвращение в лагерь «Не хныкать»                                                | 16 января 2004   | 222                  |
| Команда черлидеров по непонятным им ещё причинам вновь оказывается в лагере «Не хныкать». Ким приходится жить с Бонни на соседних койках, а Рона не отпускают сомнения относительно Гилла. | |                  |                      |
| 41 | «Go Team Go» «Команда, вперёд»                                                                          | 30 января 2004   | 214                  |
| Во время поездки в город GO, Ким и Рон наблюдают нападение гигантской птицы, которой командует злодей Авиариус, а вскоре Ким случайно получает суперсилу. Ким узнаёт о существовании некой команды супергероев, против которой и были направлены действия Авиариуса. Теперь Ким предстоит спасти двух похищенных членов команды, а для этого ей необходимо объединиться с самой Шиго. | |                  |                      |
| 42 | «Monkey» «Обезьяна»                                                                                     | 13 февраля 2004  | 224                  |
| Ким случайно одевает загадочный амулет Царя обезьян и сама превращается в Царя обезьян, при этом превратившись в обезьяну. Тем временем Рон, увидев обезьяну в платье Ким, решает, что это и есть Ким и несмотря на боязнь к обезьянам, начинает перевоспитывать «Ким». Настоящая же Ким попадает в плен к Драк Макаку, который намерен сделать её своей женой. | |                  |                      |
| 43 | «Blush» «Стыд»                                                                                          | 20 февраля 2004  | 223                  |
| Драккен опыляет Ким необычной пыльцой и теперь всякий раз, когда Ким смущается, она начинает постепенно исчезать. Перед Ким стоит вопрос сохранения собственной жизни, но её пригласил на свидание Джош Мэнки, а Драккен не упустит такой шанс. | |                  |                      |
| 44 | «Partners» «Партнёры»                                                                                   | 12 марта 2004    | 202                  |
| Для выполнения научной работы, партнёром Рона становится Моник, а партнёром Ким — Джастин Пленет. Драккен тем временем объединяется с Эмми Кислотой для создания огромного дракона. | |                  |                      |
| 45 | «Oh Boyz» «О, Бойз»                                                                                     | 2 апреля 2004    | 226                  |
| Сеньор Сеньор Старший похищает для своего сына группу «Бойз», намереваясь заодно тем самым шантажировать звукозаписывающую студию. Однако вместе с группой он случайно похитил и Рона с Руфусом. Теперь Ким должна спасти их, но продюсер студии не спешит ей помогать, так как у него свои планы насчёт группы. | |                  |                      |
| 46 | «Sick Day / The Truth Hutrs» «Простуда / Правда глаза колет»                                            | 23 апреля 2004   | 231a / 231b          |
| Часть 1-я: Ким должна охранять от Драккена и Шиго особый лазер, но подхватывает сильную простуду. Начинается охота за лазером, но все основные участники постепенно тоже подхватывают простуду и из-за этого вынуждены лежать в кроватях и смотреть мыльные оперы. Часть 2-я: Во время выполнения миссии по спасению известного учёного, Ким и Рон оказываются облучены таинственным лучом и теперь вынуждены говорить только правду. Рон быстро приспосабливается, но вот для Ким это катастрофа.                             | |                  |                      |
| 47 | «Mother's Day» «День матери»                                                                            | 7 мая 2004       | 216                  |
| В День матери к Драккену приезжает погостить его мама, Рон должен разобрать вещи в гараже, а Ким со своей мамой проведёт весь день, в том числе и помешает Драккену захватить синто-плазму. | |                  |                      |
| 48 | «Motor Ed» «Мото Эд»                                                                                    | 21 мая 2004      | 208                  |
| Весьма образованный грабитель Мото Эд похищает высокотехнологичное оборудование для тюнинга своей машины. Ким пытается его остановить с помощью нового друга Феликса. | |                  |                      |
| 49 | «Ron Millionaire» «Миллионер Рон»                                                                       | 4 июня 2004      | 228                  |
| Получив премию за создание Нако, Рон становится мультимиллионером и начинает тратить направо и налево. Узнав об этом, Драккен пытается ограбить Рона, чтобы на заполученные средства достроить свою машину «судного дня». | |                  |                      |
| 50 | «Triple S» «Три буквы «С»                                                                               | 26 июля 2004     | 227                  |
| После ряда неудачных попыток стать спортсменом, Рон неожиданно получает шанс стать участником экстремальных спортивных игр. Одновременно с этим ему и Ким требуется разгадать серию грабежей, причём все следы ведут на то, что похититель — один из участников игр. | |                  |                      |
| 51 | «Rewriting History» «Переписанная история»                                                              | 5 августа 2004   | 230                  |
| Ким узнаёт о скандале столетней давности, об исчезновении электрической машины, которую,как предполагают, украла тогда ещё молодая тётя Ким-Мириям Пять-с-Плюсом. Ким решает эту проблему, но по ходу возникает ещё кое-что... | |                  |                      |

### Третий сезон (2004—2006)
| № | Название                                                     | Дата премьеры    | Производственный код |
| --- | ------------------------------------------------------------ | ---------------- | -------------------- |
| 52 | «Steal Wheels» «Кража колёс»                                 | 25 сентября 2004 | 301                  |
| Мама Драккена приводит к нему для перевоспитания его кузена Эдди (он же Мото Эд). Теперь эти два плохих парня задумывают украсть технологию коляски Феликса. Тем временем Ким начинает ревновать Рона, ведь он всё свободное время тратит с Феликсом на видеоигры. Ким решает стать геймершой.                                                                                                 |                                                              |                  |                      |
| 53 | «Emotion Sickness» «Свистопляска эмоций»                     | 15 октября 2004  | 302                  |
| Во время очередной драки между Ким и Шиго в лаборатории Кира Бортеля, на них попадают экспериментальные чипы по управлению настроением. Помимо этого Рон вместо киммуникатора забирает из лаборатории пульт управления чипами, который все принимают за видеоигру. Теперь Ким и Шиго предстоит пережить массу чувств, в том числе и любовь, что станет настоящим кошмаром для Рона и Драккена. |                                                              |                  |                      |
| 54 | «Bonding» «Склеенные»                                        | 22 октября 2004  | 303                  |
| После неудачной попытки остановить Дементора, Ким и Рон оказываются поражены таинственным туманом. После этого Ким случайно прилипает к Бонни, а Рон к Баркену. Теперь им предстоит не только спасти мир от Дементора, но и научиться жить заодно со своими врагами. |                                                              |                  |                      |
| 55 | «Bad Boy» «Плохиши»                                          | 14 января 2005   | 304                  |
| Рона пригласили на свадьбу, но он боится увидеть там своего кузена Шона. Тем временем Драккен с помощью необычного устройства хочет стать более злым, но из-за вмешательства Ким и Рона, вся злоба Драккена переходит в Рона. Теперь Ким предстоит узнать, что Драккен весьма неплохой учёный, а Шиго узнаёт, что даже вчерашний хлюпик может заткнуть её за пояс.                             |                                                              |                  |                      |
| 56 | «Showdown at the Crooked D» «Выяснение отношений»            | 25 марта 2005    | 229                  |
| Ким со всей семьёй приезжает в монтану к дяде. Там она встречает свою кузину, которая является самой большой поклонницей Ким и во всём копирует её. Однако и Драккен тоже прибывает в этот городок с целью отомстить крупным учёным. Теперь двум «Ким Пять-с-Плюсом» предстоит остановить его.                                                                                                 |                                                              |                  |                      |
| 57 | «Dimension Twist» «Виток измерений»                          | 1 апреля 2005    | 308                  |
| Драккен заманивает Ким и Рона в ловушку, однако всё идёт не совсем по нужному плану, в результате чего Ким, Рон, Руфус, Драккен и Шиго попадают в мир кабельного телевидения. |                                                              |                  |                      |
| 5860 | «So the Drama» «Подумаешь, трагедия»                         | 8 апреля 2005    | 305                  |
| Перед очередной попыткой захвата мира Драккен занят исследованиями слабостей Ким. Ким тем временем встречает парня-красавца Эрика, который является наиболее вероятным её партнёром на школьный бал. Рон же обеспокоен судьбой Буэно начо, которого превратили в забегаловку для детей. Однако не взаимосвязано ли все это?                                                                    |                                                              |                  |                      |
| 61 | «Overdue / Roachie» «Наказание / Роучи»                      | 15 апреля 2005   | 309a / 309b          |
| Часть 1-я: Проходя через многочисленных злодеев, иногда разрушая их коварные планы, Рон пытается найти книгу, которую он взял почитать у Ким. Ким же, взяв вину на себя, познаёт насколько сложна библиотечная система. Часть 2-я: Безумный учёный направляет на Миддлтон армию огромных тараканов.                                                                                            |                                                              |                  |                      |
| 62 | «Rappin’ Drakken» «Драккен-рэпер»                            | 25 июня 2005     | 311                  |
| После очередного провала своих планов, Драккен разрабатывает шампунь для контроля разумом. Для продвижения своего товара он решает сочинить и исполнить песню в стиле Хип-Хоп на конкуре Минута Славы (American Starmaker). Теперь чтобы его остановить Ким придётся тоже участвовать в конкурсе.                                                                                              |                                                              |                  |                      |
| 63 | «Team Impossible» «Невероятная команда»                      | 26 августа 2005  | 313                  |
| Ким узнаёт о команде «Парни Три-с-минусом», которые также спасают мир от злодеев, но за плату. Когда-то Ким неожиданно для себя перешла им дорогу, теперь же они требуют, чтобы она прекратила выполнять свои миссии. Помимо этого выясняется, сеть связей, благодаря которой Ким раньше могла путешествовать по миру, теперь отсутствует.                                                     |                                                              |                  |                      |
| 64 | «Gorilla Fist» «Хватка гориллы»                              | 18 ноября 2005   | 312                  |
| Йори просит Рона приехать в школу Ниндзя Яманучи (для конспирации, якобы «по обмену»), чтобы помочь расследовать таинственное похищение Сэнсэя. Заподозрив неладное, а также ревнуя Рона, Ким отправляется следом. теперь Рону предстоит не только выполнит миссию, но и разрулить возникший «любовный треугольник».                                                                           |                                                              |                  |                      |
| 65 | «And the Mole Rat Will Be CGI» «А слепыш будет компьютерным» | 10 июня 2006     | 310                  |
| Известный режиссёр намерен снять о Ким Пять-с-Плюсом фильм. К Ким и Рону на время приставлены 2 известные кинозвезды, которые будут играть их роли. Однако съёмки фильма намерен сорвать Сеньор Старший Младший, а всё потому, что он тоже хочет сыграть в фильме. |                                                              |                  |                      |

### Четвёртый сезон (2007)
| № | Название                                                                    | Дата премьеры   | Производственный код |
| --- | --------------------------------------------------------------------------- | --------------- | -------------------- |
| 66 | «Ill Suited» «С чужого плеча»                                               | 10 февраля 2007 | 401                  |
| Ставшие старшеклассниками Ким и Рон теперь официальная пара. Однажды Бонни во время разговора бросает, что чарлидеры должны встречаться со спортсменами. Из-за боязни потерять Ким, Рон записывается в школьную футбольную команду Миддлтона, а для улучшения показателей крадёт спецкостюм Ким. Однако за этим костюмом уже ведёт охоту Профессор Дементор. |                                                                             |                 |                      |
| 67 | «The Big Job» «Крутая работа»                                               | 10 февраля 2007 | 404                  |
| Устав пользоваться купонами на скидки, Ким и Рон устраиваются на работу. Тем временем Сеньор Сеньор Младший, взяв в качестве помощницы Шиго, решает сделать подарок своему отцу на День рождения, похитив что-нибудь ценное. |                                                                             |                 |                      |
| 68 | «Trading Faces» «Сменяя личины»                                             | 10 февраля 2007 | 403                  |
| Джим и Тим переводятся в среднюю школу, к большому неудовольствию Ким. Тем временем друзья наследницы Камэль Леон выполняют загадочные похищения и Ким должна выяснит почему. А у Руфус становится предметом обожания кошки наследницы. |                                                                             |                 |                      |
| 69 | «The Cupid Effect» «Эффект Купидона»                                        | 10 февраля 2007 | 409                  |
| В День Святого Валентина Вэйд изобретает «луч Купидона», с помощью которого влюбляет в себя Моник. Однако этим изобретением завладевают Сеньоры Старшие, которые намерены с помощью луча завоевать женскую половину мира. |                                                                             |                 |                      |
| 70 | «Car Alarm» «Даёшь тачку!»                                                  | 17 февраля 2007 | 402                  |
| Ким обзаводится поддержанным автомобилем, который ранее принадлежал её отцу. Братья предлагают ей свою помощь на условии заключения контракта, в котором однако содержится подвох. Тем временем Мото Эд освобождает Шиго из тюрьмы, и она теперь должна помочь ему в последнем заезде. |                                                                             |                 |                      |
| 71 | «Mad Dogs and Aliens» «Бешеные псы и пришельцы»                             | 24 февраля 2007 | 405                  |
| Джим и Тим заменяют Рона как новый символ Бешеных псов Миддлтона, что сильно огорчает Рона. Дракен обижен на Шиго, что та отдыхала на курорте, вместо того, чтобы спасать его, и хочет её прогнать и продолжать завоевание мира вместе с принявшей его за Великого Синего Синяка и освободившей из тюрьмы трёхметровой женщиной-инопланетянкой. Теперь Шиго, прежде чем вернуться к процедурам, придётся сражаться за свою работу и право когда-нибудь победить Ким, но противница столь сильна, что этого не сделать, не помогая Ким и её команде. |                                                                             |                 |                      |
| 72 | «Grande Size Me» «Рон-гигант»                                               | 3 марта 2007    | 407                  |
| Игнорируя таблицу о правильном питании, Рон начинает сильно поправляться питаясь только в Буэно Начо. Однако всё заходит слишком далеко, когда он падает в чан с экспериментальной сывороткой, в результате чего он вскоре превращается в огромного мутанта. Тем временем Ким похищает особый лазер, за которым охотится главный враг Рона. Серия является пародией на фильм «Двойная порция» |                                                                             |                 |                      |
| 73 | «Clothes Minded» «Одержимые одеждой»                                        | 17 марта 2007   | 408                  |
| Во время выполнения одной из миссий, Ким порвала свой костюм. Проблема в том, что подобная одежда в Банана-клуб больше не продаётся. Ким придётся методом проб и ошибок найти для себя новый костюм, а заодно решить в какой колледж она собирается поступать. Драккен тем временем задумывает план о соединении всех материков в один — Драккенгею |                                                                             |                 |                      |
| 74 | «Big Bother» «Старший брат»                                                 | 7 апреля 2007   | 410                  |
| Выполняя школьный проект, Рон должен присматривать за мешком муки, как за младенцем. Помимо этого он узнаёт, что его родители усыновили маленькую девочку по имени Хана. Однако эту девочку разыскивает Драк Макак, которому Хана нужна для того, чтобы найти 3 камня-ключа, которые могут привести к «секретному оружию». Положение Рона осложняется ещё и тем, что ему предстоит вновь встретится с Йори. |                                                                             |                 |                      |
| 75 | «Fashion Victim» «Жертва моды»                                              | 14 апреля 2007  | 406                  |
| Трое модных преступников похищают из Банана-клуб эскизы новых нарядов. Благодаря присоединившейся к ним Камэль Лион, они подстраивают всё так, словно похищение осуществила Ким. Теперь Ким вместе с Моник предстоит найти эскизы, чтобы доказать свою непричастность. Рон же тем временем узнаёт, каково работать в Мега Маге вместе с мистером Баркиным. |                                                                             |                 |                      |
| 76 | «Odds Man In» «Проценты риска»                                              | 28 апреля 2007  | 411                  |
| Рон всерьёз обеспокоен статистикой, согласно которой его шанс выжить, всё время помогая Ким, чрезвычайно мал. Драккен тем временем нанимает Хэнка Перкенсона — корпоративного консультанта. Под его руководством, едва начавшись, злодейский план Драккена начинает проходить по другому сценарию, что нравится Драккену, но совсем не нравится Шиго, ведь новый план заключается… в продаже кексов |                                                                             |                 |                      |
| 77 | «Stop Team Go» «Стоп, команда «вперёд»!»                                    | 5 мая 2007      | 413                  |
| Злодейка Электрони́к меняет характер всех бывших членов команды GO на противоположный, чтобы сделать их своими наёмниками. В результате Шиго становится доброй, и ей надо спасаться от своих братьев. Она устраивается учительницей в среднюю школу Миддлтона, находит любовь, но её всё равно придётся вместе с Ким спасать свой город от Электрони́к. В конце схватки по вине Рона она вновь становится злой и возвращается к работе на Дракена. |                                                                             |                 |                      |
| 78 | «Cap'n Drakken» «Капитан Драккен»                                           | 19 мая 2007     | 415                  |
| Ким и Рон вместе с остальным классом вынуждены провести неделю в приморском городке без каких либо современных удобств цивилизации. Драккен в поисках сокровищ случайно выпускает дух древнего пирата, который тут же захватывает тело Драккена. |                                                                             |                 |                      |
| 79 | «Mathter and Fervant» «Неистовый Мэтер»                                     | 17 июня 2007    | 412                  |
| Мэтер, один из врагов команды Го, наделяет Рона способностью разрушать всё к чему он прикасается. Теперь Хиго и Ким должны помочь Рону, а отец Рона докажет сыну, что тоже способен быть героем. |                                                                             |                 |                      |
| 80 | «The Mentor Of Our Discontent» «Наставник против воли»                      | 23 июня 2007    | 416                  |
| Мартин Смарти, владелец сети Мега Маг, даёт Рону новую работу — присматривать за своим сыном Арти. Тем временем Драккен и Ворюга-скромник объединяются для того, чтобы подчинить себе роботов, которые работают в супермаркетах. Теперь Рон и Арти должны помешать злодеям, а у Шиго тем временем появляется богатый ухажёр. |                                                                             |                 |                      |
| 81 | «Oh, No! Yono!» «О, нет! Йоно!»                                             | 1 июля 2007     | 417                  |
| Когда Рон и Ким увидели, что в Ханне что-то не так, они решили узнать у какого агентства родители взяли Ханну. Их расследование приводит к Сэнсэю. Он раскрывает секрет о Хане, и просит помочь. Драк Макак, который всё ещё продолжает поиски «секретного оружия», на сей раз выставил против них серьёзного противника — самого Йоно. |                                                                             |                 |                      |
| 82 | «Clean Slate» «Как чистый лист»                                             | 28 июля 2007    | 418                  |
| Во время борьбы с Драккеном и Шиго, Ким случайно получает амнезию. Воспользовавшись этим, Шиго тут же совершает целую серию крупных ограблений, а Драккен решает подчинить себе вооружённые силы страны. Теперь Рону предстоит вернуть Ким память, ведь Ким отказывается вспоминать, что они пара. |                                                                             |                 |                      |
| 83 | «Homecoming Upset» «Переполох на домашней игре»                             | 11 августа 2007 | 419                  |
| Рон и Бонни становятся королём и королевой школы, в результате чего в жизни Ким всё летит кувырком. Ведь теперь у неё сразу две проблемы: пропал крупный программист, а Бонни начинает гулять с Роном. |                                                                             |                 |                      |
| 84 | «Chasing Rufus / Nursery Crimes» «Погоня за Руфусом / Детские преступления» | 12 августа 2007 | 414a / 414b          |
| Часть 1-я: Во время борьбы, Рон и Камэль Леон случайно оставляют своих домашних питомцев одних. Начинается приключение Руфуса и Дебютантки, в котором они пытаются добраться до своих хозяев, пересекая при этом различные континенты и находя новых друзей. Часть 2-я: Няня Нэйн превращает взрослых в обаятельных младенцев, чтобы использовать их для ограблений. Ким придётся вспомнить все свои навыки няни, чтобы остановить эту «банду» и вернуть взрослых-младенцев в нормальное состояние.                                                 |                                                                             |                 |                      |
| 85 | «Larry's Birthday» «День рождения Ларри»                                    | 1 сентября 2007 | 420                  |
| Задача Ким: удержать кузена Ларри до того, как будет готов сюрприз в честь его дня рождения. Однако у профессора Дементора, который ещё пытается заполучить спецкостюм Ким, совсем другие планы относительно Ларри. |                                                                             |                 |                      |
| 86 | «Graduation. Part I» «Последний звонок. Часть 1-я»                          | 7 сентября 2007 | 421                  |
| Драккен случайно попадает в мутаген, отчего на его шее начинают расти лепестки. Тем временем у Ким и Рона близится выпускной вечер, и Рон боится, что они с Ким расстанутся навсегда. Однако всё это меркнет на фоне того, что населению Земли грозит одна большая беда. |                                                                             |                 |                      |
| 87 | «Graduation. Part II» «Последний звонок. Часть 2-я»                         | 7 сентября 2007 | 422                  |
| Инопланетные захватчики грозятся уничтожить всё человечество. Теперь Драккену и Шиго предстоит объединиться с Ким и Роном перед лицом всеобщей опасности. |                                                                             |                 |                      |